# 君の前でピアノを弾こう
「君の前でピアノを弾こう」（きみのまえでピアノをひこう）は2001年10月24日にgai RECORDSから発売された河村隆一の8枚目のシングル。テレビ東京系『おはスタ』に当時出演していた「OHA-ガール グレープ」に提供し競作となった。

## 概要
特記以外作詞・作曲・編曲：ЯK
1. 君の前でピアノを弾こう
  - 作詞：ЯK&michiko/編曲：ЯK＆[K]assyi
  - 河村隆一のシングル曲のうちで唯一子供向けに作曲された楽曲である。
  - 2001年の日本武道館ライブではセンタースクリーンに歌詞と同じストーリーのアニメが映し出された。
  - 「ジュリア」「恋をしようよ」とともに2007年発売の「evergreen anniversary edition」のセルフカバーに収録されなかった。
  - テレビ東京系「おはスタ」2001秋のテーマソング
2. generation
3. share my destiny
  - 作曲：山本富士夫/編曲：島田昌典
4. 君の前でピアノを弾こう（ac g version）
5. 君の前でピアノを弾こう（for you）

## OHA-ガール グレープ版シングル

### 概要
OHA-ガール グレープのデビュー・シングルとして2001年10月31日に発売されたシングル。OHA-ガール名義でのシングルは、OHA-ガールCITRUSの「恋のめざまし時計」以来、約2年ぶりである。

### 収録曲
1. 君の前でピアノを弾こう
  - 作詞：ЯK&michiko/作曲：ЯK/編曲：ЯK＆[K]assyi
  - テレビ東京系「おはスタ」2001秋のテーマソング
2. おは!おは!ザ・ワールド
  - 作詞：伊藤賢一/作曲・編曲：浅倉大介
  - テレビ東京系「おはスタ」オープニングテーマ
3. 君の前でピアノを弾こう（カラオケ）
4. おは!おは!ザ・ワールド（カラオケ）